# Oecobius infierno
Espèce
Oecobius infierno est une espèce d'araignées aranéomorphes de la famille des Oecobiidae.

## Distribution
Cette espèce est endémique de Tenerife aux îles Canaries en Espagne,.

## Publication originale
- Wunderlich, 1987 : Die Spinnen der Kanarischen Inseln und Madeiras: Adaptive Radiation, Biogeographie, Revisionen und Neubeschreibungen. Triops Verlag, Langen, p. 1-435.